# (243536) Mannheim
(243536) Mannheim ist ein Asteroid des äußeren Hauptgürtels. Er wurde am 15. März 2010 vom deutschen Amateurastronomen Erwin Schwab am Tzec Maun Observatory im australischen Moorook entdeckt und besitzt einen Durchmesser von etwa dreieinhalb Kilometern.
Der Asteroid wurde nach Mannheim, der drittgrößten Stadt von Baden-Württemberg, benannt. Die Namensgebung wurde am 23. September 2010 im Minor Planet Circular Nummer 72203 veröffentlicht.